# 桜井村 (岐阜県)
桜井村（さくらいむら）は、かつて岐阜県養老郡に存在した村である。
現在の養老郡養老町桜井に該当する。
当村が成立したさいは上石津郡の村であったが、郡制施行後、養老郡の村となっている。

## 歴史
- 1878年（明治11年） - 郡区町村編制法施行に伴い、石津郡は上石津郡と下石津郡に分割され、当村は上石津郡の村となる。
- 1889年（明治22年）7月1日 - 町村制により、桜井村が発足。
- 1897年（明治30年）4月1日[3] - 郡制に基づき多芸郡の一部と上石津郡が合併し、養老郡となる。当村は養老郡の村となる。
- 1897年（明治30年）4月1日 - 養老村[4]、沢田村と合併し、改めて養老村が発足。同日桜井村は廃止。

## 村名の由来
村内の白鳥神社に湧く泉の水を伊吹山からの帰りに飲んだヤマトタケルが「甘味、香り、桜のごとし」と讃えたことから、その泉が「桜の井」と名付けられ、周辺の地名も桜井となった、という伝説がある。